# Ornella Muti
Ornella Muti (sinh ngày 9 tháng 3 năm 1955) là một nữ diễn viên người Ý. Cô nổi bật trong phim Viva l'Italia (1977, được đề cử giải Oscar phim tiếng nước ngoài hay nhất), The Last Woman (1976), The Bishop's Room (1977, giành giải David di Donatello phim hay nhất), Tales of Ordinary Madness (1981, giành 4 giải David di Donatello), The Future Is Woman (1984),... Cô được bình chọn là "Người phụ nữ đẹp nhất thế giới" vào năm 1994 bởi một cuộc thăm dò trên toàn thế giới của các độc giả của tạp chí Class.

## Các phim đã đóng
- La moglie più bella (The Most Beautiful Wife, 1970)
- Il Sole nella pelle (1971, also known as Summer Affair, Sun on the Skin)
- Le Monache di Sant'Arcangelo (1973, also known as Sisters of Satan, The Nuns of Saint Archangel, The Nun and the Devil)
- Romanzo popolare (1974, also known as Come Home and Meet My Wife)
- The Sensual Man (1974)
- Appassionata (1974, also known as Passionate)
- Leonor (1975)
- Pure as a Lily (1976)
- La Dernière femme (1976, also known as The Last Woman, L'Ultima donna)
- La stanza del vescovo, (1977, also known as The Bishop’s Room)
- Mort d'un pourri (1977, also known as Death of a Corrupt Man, The Twisted Detective)
- I nuovi mostri (1977)
- Neapolitan Mystery (1978)
- Primo amore (1978)
- La Vita è bella (Life is Beautiful, 1979)
- Flash Gordon (1980)
- Il Bisbetico Domato (1980)
- Innamorato pazzo (1981)
- Storie di ordinaria follia (Tales of Ordinary Madness, 1981)
- Love and Money (1982)
- La Ragazza di Trieste (The Girl from Trieste, 1983)
- Il futuro è donna (The Future Is Woman, 1984)
- Un amour de Swann (1984, also known as Eine Liebe von Swann, Swann in Love)
- Casanova (1987)
- Cronaca di una morte annunciata (Chronicle of a Death Foretold, 1987)
- 'O Re (The King of Naples) (1989)
- Wait Until Spring, Bandini (1989)
- Il Viaggio di Capitan Fracassa (1990, English titles: Captain Fracassa's Journey, The Voyage of Captain Fracassa)
- Oscar (1991)
- Once Upon a Crime (1992)
- El Amante Bilingüe (1993)
- Mi fai un favore (1996, US title: Stella's Favor)
- Compromesso d'amore (1995, Spanish title: Tatiana, la muñeca rusa, US title: Love Deal)
- Pour rire! (1996)
- Somewhere in the City (1998)
- The Count of Monte Cristo (1998, miniseries)
- The Unscarred (1999), costarred with daughter Naike Rivelli
- Tierra del fuego (2000)
- Domani (2001, English title: Tomorrow)
- Il figlio prediletto (2001 Brazil, Portuguese title: Um Crime Nobre)
- Last Run (2002)
- Cavale (2002, also known as Trilogy: One, On the Run, One)
- Un couple épatant (2002, also known as Trilogy: Two, An Amazing Couple, Two)
- Après la vie (2002) (also known as Trilogy: Three, After the Life, Three)
- Hotel (2003)
- On the Run: Trilogy 1 (2004)
- An Amazing Couple: Trilogy 2 (2004)
- After the Life: Trilogy 3 (2004)
- The Heart Is Deceitful Above All Things (2004)
- Doc West (2009-nay)
- To Rome with Love, đạo diễn bởi Woody Allen (2012)